# Список пирамид
Этот список пирамид представляет собой обзор исторических пирамидальных структур (а также ступенчатых пирамид и ступенчатых строений) во всём мире до начала Нового времени. Список неполный, так как здесь перечислены только самые важные из стран с большим количеством пирамид (каждая из остальных доступна по ссылке соответствующей страны) — но он должен охватывать все известные методы строительства. В отдельном списке современных пирамид могут быть перечислены пирамидальные сооружения с датой возникновения в наше время.

## Африка

### Египет
История Древнего Египта восходит к 395 году нашей эры.
| Пирамида         | Расположение | Время создания | Примечания   | Иллюстрация |
| ---------------- | ------------ | -------------- | ------------ | ----------- |
| Красная пирамида |              |                | Для Снофру . |             |

### Судан
Пирамиды царства Куш (ок. 700 г. до н. э. – 300 г. н.э. до н.э.) включают:
| Пирамида               | Расположение         | Время создание                            | Примечания | Иллюстрация |
| ---------------------- | -------------------- | ----------------------------------------- | ---------- | ----------- |
| Пирамиды Мероэ         | Мероэ                | от ~300 г. до н.э. - до ~300 г. н.э.      |            |             |
| Пирамиды аль-Курру     | аль-Курру ( Напата ) | 860 г. до н.э. - 643 г. до н.э.           |            |             |
| Пирамиды Нури          | Нури (Напата)        | около 664 г. до н.э. - ок. 330 г. до н.э. |            |             |
| Пирамиды с горы Баркал | Гора Баркал (Напата) | около 250 г. до н.э. - I век до н.э.      |            |             |

### Мали
| Пирамида     | Расположение | Время создания | Примечания | Иллюстрация |
| ------------ | ------------ | -------------- | ---------- | ----------- |
| Могила Аскии | Гао          | конец XV века  |            |             |

## Ближний ВостокиАзия

### Ирак, Иран
К пирамидальным сооружениям Месопотамии относятся:
| Пирамида                         | Расположение            | Время создания | Примечания | Иллюстрация |
| -------------------------------- | ----------------------- | -------------- | ---------- | ----------- |
| Зиккурат бога луны Нанны         | Ур (ныне Ирак)          |                |            |             |
| Эанна Зиккурат                   | Урук (ныне Ирак)        |                |            |             |
| Ступенчатая пирамида Чога Занбил | Чога Занбил (ныне Иран) |                |            |             |

### Китайская Народная Республика
Пирамиды Китая обычно представляют собой курганы. Легендарная Белая пирамида точно не идентифицирована. В самую большую группу входят мавзолеи императоров династии Западная Хань (de:Mausoleen der Kaiser der Westlichen Han-Dynastie).

### Камбоджа
| Пирамида           | Расположение | Время создания                         | Примечания                | Иллюстрация |
| ------------------ | ------------ | -------------------------------------- | ------------------------- | ----------- |
| Пранг (Прасат Том) | Ко Кер       | Джаяварман IV (928–941 гг. Н.э.) Хр. ) | 36 м в высоту, 7 ступеней |             |

## Северная, Центральная и Южная Америка
В Мезоамерике (в районе нынешних Мексики, Белиза, Гватемала, Сальвадора, Гондураса, Никарагуа и Коста-Рики) особенно много ступенчатых пирамид. Некоторые из них сгруппированы вместе, пронумерованы последовательно или снабжены буквами.

### Белиз
| Пирамида                          | Расположение   | Время происхождения                | Примечания                                                                                 | Иллюстрация |
| --------------------------------- | -------------- | ---------------------------------- | ------------------------------------------------------------------------------------------ | ----------- |
| Караколь, Ханаа (Небесный дворец) | Провинция Кайо |                                    | Высота около 43 м                                                                          |             |
| Эль Пилар                         | Провинция Кайо | 500 г. до н.э. до 1000 г. н.э. Хр. | Состоит примерно из 15 больших пирамид с 25 площадями и множеством хозяйственных построек. |             |
| Ним Ли Пунит                      |                |                                    |                                                                                            |             |

### Гватемала
| Пирамида              | Расположение       | Время постройки | Примечания | Иллюстрации |
| --------------------- | ------------------ | --------------- | ---------- | ----------- |
| Тигр                  | Эль-Мирадор (Майя) |                 |            |             |
| La Danta              | Эль-Мирадор        |                 |            |             |
| Пирамида Моноса       | Эль-Мирадор        |                 |            |             |
| Пирмаида Леона        | Эль-Мирадор        |                 |            |             |
| Высокая пирамида      | Тикаль             |                 |            |             |
| Комплекс M            | Тикаль             |                 |            |             |
| Комплекс N            | Тикаль             |                 |            |             |
| Комплекс O            | Тикаль             |                 |            |             |
| Комплекс P            | Тикаль             |                 |            |             |
| Комплекс Q            | Тикаль             |                 |            |             |
| Комплекс R            | Тикаль             |                 |            |             |
| Северный акрополь     | Тикаль             |                 |            |             |
| Пирамида I (Майя)     | Тикаль             |                 |            |             |
| Пирамида II (Майя)    | Тикаль             |                 |            |             |
| Пирамида III (Майя)   | Тикаль             |                 |            |             |
| Пирамида IV (Майя)    | Тикаль             |                 |            |             |
| Пирамида V (Майя)     | Тикаль             |                 |            |             |
| Двойная пирамида 4E-4 | Тикаль             |                 |            |             |

### Гондурас
| Пирамида         | Расположение | Время происхождения | Примечания | Иллюстрация |
| ---------------- | ------------ | ------------------- | ---------- | ----------- |
| Высокая пирамида | Копан        |                     |            |             |

### Мексика
| Пирамида                                     | Место                                             | Время возникновения             | Примечания | Изображение |
| -------------------------------------------- | ------------------------------------------------- | ------------------------------- | --- | ----------- |
| Пирамида (структура I, майя)                 | Калакмул                                          |                                 | |             |
| Пирамида (Структура II, майя)                | Калакмул                                          |                                 | самый большой памятник майя за всю историю. Основные размеры пирамиды около 140×140 м, высота 45 м. |             |
| Пирамида Нохоч Мул (майя)                    | Коба (мексиканская часть полуострова Юкатан)      |                                 | |             |
| Гробница первосвященника                     | Чичен-Ица (мексиканская часть полуострова Юкатан) |                                 | |             |
| Эль-Кастильо, Пирамида Кукулькана (майя)     | Чичен-Ица (мексиканская часть полуострова Юкатан) |                                 | |             |
| Храм воинов                                  | Чичен-Ица (мексиканская часть полуострова Юкатан) |                                 | |             |
| Пирамида Кукулькана                          | Маяпан                                            |                                 | |             |
| Мэр Темпло                                   | Мехико                                            |                                 | |             |
| Пирамида надписей (майя)                     | Паленке (мексиканская часть полуострова Юкатан)   |                                 | |             |
| Храм Креста (майя)                           | Паленке                                           |                                 | |             |
| Пирамиды Плазуэлас                           | Пласуэлас                                         |                                 | Пирамидальный комплекс в штате Гуанахуато. Состоит из 3 пирамид с окружающими постройками и площадки для игры в мяч. |             |
| Пирамида прорицателя О. Мага (майя)          | Ушмаль (мексиканская часть полуострова Юкатан)    |                                 | |             |
| Великая пирамида                             | Ушмаль                                            |                                 | Сегодня руины |             |
| Пирамида Солнца Теотиуакана                  | Теотиуакан                                        |                                 | |             |
| Пирамида Луны в Теотиуакане                  | Теотиуакан                                        |                                 | Рядом с пирамидой Луны находится группа 5, она состоит из 3 пирамид меньшего размера рядом с группой 5 находятся еще 2, маленькие пирамиды вокруг площади пирамиды Луны расположены 12 маленьких пирамид вокруг площади Колонн расположены 3 пирамиды у пирамиды Солнца еще 2 пирамиды у Тропы Мертвых находятся 2 пирамиды перед пирамидой Кецалькоатля находятся 4 меньшие пирамиды вокруг площади Колонн находятся 3 пирамиды у пирамиды Солнца находятся еще 2 пирамиды у тропы Мертвых находятся 2 пирамиды перед пирамидой Кецалькоатля находятся 4 меньшие пирамиды вокруг площади колонн находятся 3 пирамиды у пирамиды Солнца находятся еще 2 пирамиды у тропы мертвых находятся 2 пирамиды перед пирамидой Кецалькоатля находятся 4 меньшие пирамиды вокруг площади колонн находятся 3 пирамиды у пирамиды Солнца находятся еще 2 пирамиды у дороги Мертвых находятся 2 пирамиды перед пирамидой Кецалькоатля находятся 4 меньшие пирамиды Пирамиды. |             |
| Пирамида Кецалькоатля                        | Теотиуакан                                        |                                 | |             |
| Пирамида Какаштлы                            | Тласкала                                          |                                 | |             |
| Пирамида Утренней звезды (Пирамида Атлантов) | Тула (или старое: Толлан)                         |                                 | Тольтеки |             |
| Пирамида Чолулы                              | Сан-Андрес-Чолула                                 | С 400 г. до н.э. по 700 г. н.э. | Самая большая по объему пирамида в мире. |             |
| Edificio V                                   | Эль-Таджин                                        |                                 | |             |
| Назидание XII                                | Эль-Таджин                                        |                                 | |             |
| Издание XXIII                                | Эль-Таджин                                        |                                 | |             |
| Нишевая пирамида (Тотонаки)                  | Эль-Таджин                                        |                                 | Высота 25 м |             |

### Перу
| Пирамида                 | Расположение | Время происхождения               | Примечания                                                   | Иллюстрация |
| ------------------------ | ------------ | --------------------------------- | ------------------------------------------------------------ | ----------- |
| Пирамида Солнца Моче     | Трухильо     | ок. 300–800 гг. н.э. до нашей эры | Центр культуры моче                                          |             |
| Лунная пирамида Моче     | Трухильо     | ок. 300–800 гг. н.э. до нашей эры | Центр культуры Моче                                          |             |
| Эль Брухо                | Трухильо     |                                   | Культура моче, «Сеньора де Као»                              |             |
| Уака Раджада             | Чиклайо      |                                   | Культура моче, «Сеньор де Сипан»                             |             |
| Пирамиды Карала          | Карал        |                                   |                                                              |             |
| Глиняные пирамиды Тукуме | Тукуме       | ок. 1100 г. н.э.                  |                                                              |             |
| Уака Пукльяна            | Мирафлорес   | 6. Век нашей эры                  | Культовый центр культуры Лимы, позже использовавшийся Вари . |             |

### Соединённые Штаты Америки
| Пирамида         | Расположение | Время происхождения | Примечания                                                                            | Иллюстрация |
| ---------------- | ------------ | ------------------- | ------------------------------------------------------------------------------------- | ----------- |
| Монахский курган | Кахокия      |                     | самая большая доколумбовая земная пирамида в Северной Америке к северу от Мезоамерики |             |

## Европа

### Франция
| Пирамида       | Расположение | Время происхождения | Примечания                             | Иллюстрация |
| -------------- | ------------ | ------------------- | -------------------------------------- | ----------- |
| Пирамида Куара | Отен         | 2. Век нашей эры    | Мавзолей римского города Августодунум. |             |

### Греция
| Пирамида             | Расположение | Время происхождения | Примечания                         | Иллюстрация |
| -------------------- | ------------ | ------------------- | ---------------------------------- | ----------- |
| Пирамида Хеллиникона | Хеллиникон   |                     |                                    |             |
| Пирамида Лигурио     |              |                     | Наверное, просто сторожевая башня. |             |
| Пирамида Виглафии    |              |                     |                                    |             |

### Италия
| Пирамида        | Расположение | Время происхождения             | Примечания                               | Иллюстрация |
| --------------- | ------------ | ------------------------------- | ---------------------------------------- | ----------- |
| Пирамида Цестия | Рим          | 18–12 гг. до н. э. до нашей эры |                                          |             |
| Мета Ромули     | Рим          |                                 | Остатки здания были снесены в 1564 году. |             |

### Испания
| Пирамида           | Расположение | Время происхождения | Примечания | Иллюстрация |
| ------------------ | ------------ | ------------------- | --- | ----------- |
| Пирамиды Ла Пальмы |              |                     | В 1632 году францисканец Фрай Хуан де Абреу Галиндо описал свободные груды камней в форме пирамиды для поклонения идолам. |             |

### Пирамиды по всему миру
- Марио Кох: Пирамиды мира. В: MegaLithos, выпуск 4/2004, Verlag Sven Näther, Wilhelmshorst, ISSN 1439-7366 .
- Эрих Ленер: Пути архитектурной эволюции – полигенезис пирамид и ступенчатых зданий. Аспекты сравнительной истории архитектуры. Phoibos-Verlag, Вена 1998, ISBN 3-901232-17-6 .

### Пирамиды в Египте
- Мохаммед Закария Гонейм : Затерянная пирамида. Новое издание 2006 г., ISBN 3-8334-6137-3.
- Захи Хавасс : Сокровища пирамид. Велтбилд, ISBN 3-8289-0809-8
- Петер Яноши : Пирамиды. Миф и археология. Бек, Мюнхен, 2004 г., ISBN 3-406-50831-6.
- Жан-Филипп Лауэр : Тайна пирамид. Хербиг, Мюнхен 1980, ISBN 3-8118-3387-1
- Марк Ленер : Первое чудо света. Лондон 1997 г.
- Марк Ленер: Тайна пирамид Египта. ISBN 3-572-01039-X
- Альберто Силиотти, Захи Хавасс: Пирамиды. Гробницы фараонов Старого и Среднего царств. Мюллер, Эрланген 1998, ISBN 3-86070-650-0 .
- Райнер Штадельманн : Египетские пирамиды. От кирпичного здания к чуду света (= культурная история древнего мира . Том 30). 3-е, обновленное и расширенное издание. Филипп фон Заберн, Майнц, 1997, ISBN 3-8053-1142-7 .
- Мирослав Вернер : Пирамиды. Прага 1997.

### Пирамиды в Центральной Америке
- Николай Грубе (ред.) : Майя – боги-короли тропического леса. Кенеманн, Кельн, 2000 г., ISBN 3-8290-1564-X
- Бальдур Кестер: Пирамиды и дворцы в Центральной Америке. Сравнение со постройками египтян и греков. Издательство Филиппа фон Заберна, Майнц, 2003 г., ISBN 3-8053-3254-8

### Зиккураты в Месопотамии
- Эрнст Генрих: Храмы и святилища в древней Месопотамии: типология, морфология и история . де Грютер, Берлин 1982, ISBN 3-11-008531-3